# Gewählter Präsident der Vereinigten Staaten

Siegel Donald Trumps als President-elect

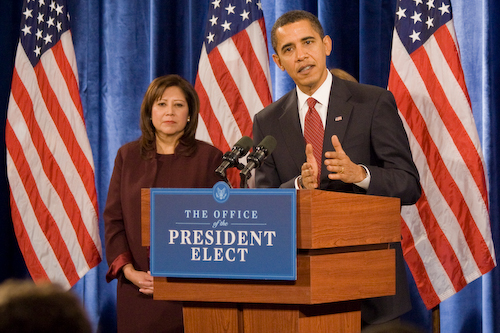
Barack Obama während einer Rede vor der Amtseinführung. Das Schild am Rednerpult weist ihn als President-elect aus, obwohl das Wahlergebnis des Wahlmännerkollegiums noch nicht verkündet war. Dennoch entspricht es der überwältigenden Aufnahme seiner Funktion zu jener Zeit.

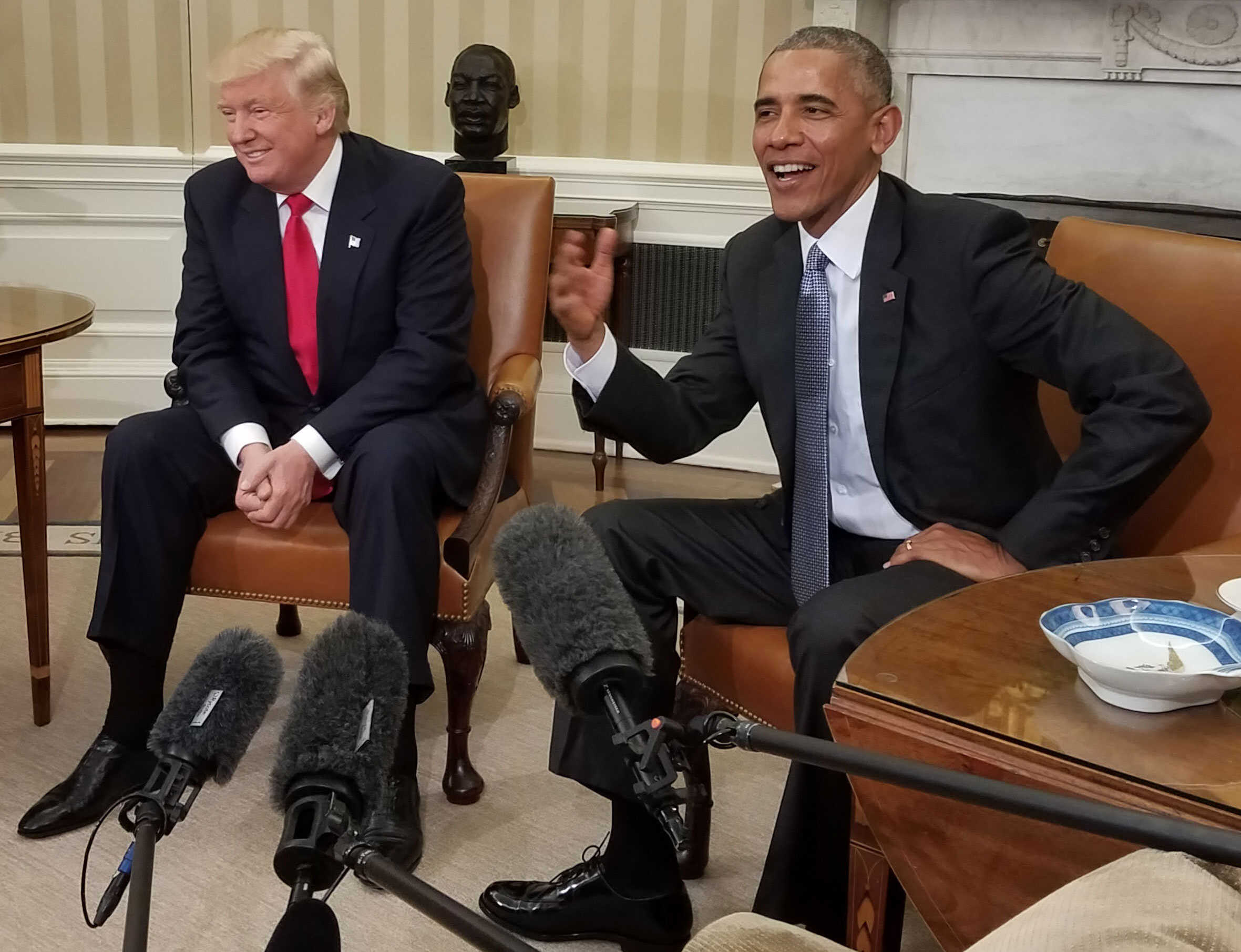
President-elect Trump trifft Präsident Obama im Oval Office (November 2016)

Als President-elect (wörtlich: gewählter Präsident) wird in den Vereinigten Staaten der designierte Präsident der Vereinigten Staaten bezeichnet, also die Person, die in der Präsidentschaftswahl zum voraussichtlich kommenden Präsidenten gewählt wurde, das Amt aber noch nicht angetreten hat (vgl. Designation und Elekt).
Durch den mehrmonatigen Abstand zwischen der Wahl (Anfang November) und dem Amtsantritt (20. Januar, bis 1933 sogar erst am 4. März) einer anderen Person zum Präsidenten gibt es mit dem Präsidentschaftsübergang eine Phase, in der ein noch amtierender Präsident seinen Abschied und der Nachfolger seinen Amtsantritt vorbereiten kann. Neben der in Medien und Gesellschaft üblichen informellen Titulierung als President-elect ab dem Wahltag gibt es auch verfassungsrechtliche und andere gesetzliche Regelungen für die Übergangsphase, in denen die Bezeichnung formal verwendet wird. In der Verfassung wird die Schreibweise President elect genutzt, statt der im Amerikanischen heute allgemein üblichen Schreibweise President-elect.
Nicht angewendet wird der Begriff für einen amtierenden Präsidenten, der für eine sich direkt anschließende zweite Amtszeit gewählt wurde. In Analogie zum President-elect wird der vor dem Amtsantritt stehende Vizepräsident als Vice President-elect bezeichnet.

## Grundlagen
Die exakte Definition des Zeitraums, in dem ein gewählter Kandidat als President-elect bezeichnet werden kann, ist schwierig.

### Wahlsystem
Die Vereinigten Staaten haben ein mehrstufiges Wahlsystem. Bei der landesweiten allgemeinen Wahl werden formal nur Wahlmänner und Wahlfrauen bestimmt, die dann wiederum ihre Stimmen abgeben. Das geschieht erst rund sechs Wochen nach der Wahl. Gezählt werden die Stimmen aber erst am 6. Januar des darauf folgenden Jahres in einer gemeinsamen Sitzung des Kongresses. Bei erfolgloser Wahl wählt das Repräsentantenhaus den Präsidenten, der Senat den Vizepräsidenten, was sich  bis nach dem Tag der Amtseinführung am 20. Januar hinziehen kann.

### Populäre Handhabung
De facto ist es jedoch so, dass sich durch das Zweiparteiensystem in den USA und die Regelung in fast allen Bundesstaaten, in denen der Kandidat mit der einfachen Mehrheit im jeweiligen Staat alle Wahlmänner und Wahlfrauen des Staates zugesprochen bekommt, eine deutliche Mehrheit im Wahlmännerkollegium ergibt.
Daher wird der Kandidat in der Regel schon dann als President-elect bezeichnet, sobald entweder der Wahlverlierer seine Niederlage öffentlich eingesteht (sog. concession) und dem gewählten Kandidaten gratuliert, oder aber wenn ein Sieg des Kandidaten von einer breiten Mehrheit (insbesondere medial) anerkannt wird. Es ist möglich, dass bei einem eindeutigen Wahlausgang sogar noch in der Wahlnacht vom President-elect gesprochen wird. Bei der Wahl 2012 beispielsweise fand das eine Stunde nach Schließung der Wahllokale statt, was aber als spät gerechnet werden kann, da schon mit der eindeutigen Prognose für den Staat Ohio der Sieger feststand.
Ab dem Zeitpunkt seines feststehenden Wahlsieges am nationalen Wahltag hat der President-elect einen großen informellen Einfluss auf die amerikanische Politik.

### Verzögerungen / Verweigerung der Anerkennung
Bei der Wahl 1960 gestand Richard Nixon wegen des geringen Stimmenabstands erst am Folgetag seine Niederlage ein. Die Wahl 1876 wurde wegen knapper Ergebnisse erst nach langem Tauziehen zwischen den Parteien geklärt, so dass der spätere Präsident Rutherford B. Hayes erst zwei Tage vor der Amtseinführung am 4. März 1877 zum President-elect wurde. Die Wahl 2000 wurde auch erst nach juristischen Auseinandersetzungen um das extrem knappe Wahlergebnis im Bundesstaat Florida, welches auch die entscheidende Mehrheit der Wahlmänner gab, im Dezember entschieden.
Bei der Präsidentschaftswahl in den Vereinigten Staaten 2020 weigerte sich der Amtsinhaber Donald Trump, seine Niederlage gegen Joe Biden einzugestehen, und gab daher keine Concession Speech ab; stattdessen versuchte Trump, mit Hinweis auf angeblichen Wahlbetrug, mit juristischen Mitteln gegen einzelne Ergebnisse in den Bundesstaaten vorzugehen. Nachdem der Kongress am 6./7. Januar 2021 den Sieg Bidens offiziell bestätigte, verkündete Trump eine geordnete Übergabe der Amtsgeschäfte am 20. Januar. Zuvor war das Kapitol während der Sitzung von militanten Unterstützern des Präsidenten gestürmt worden, weswegen Senat und Repräsentantenhaus evakuiert werden mussten. Dies verzögerte auch die Bestätigung der Wahl. In seiner Stellungnahme verurteilte Trump diesen Angriff, nachdem ein erneutes Impeachment-Verfahren und der 25. Zusatzartikel zur Verfassung der Vereinigten Staaten gegen ihn ins Spiel gebracht worden waren.

## Verfassungsrechtliche Regelungen

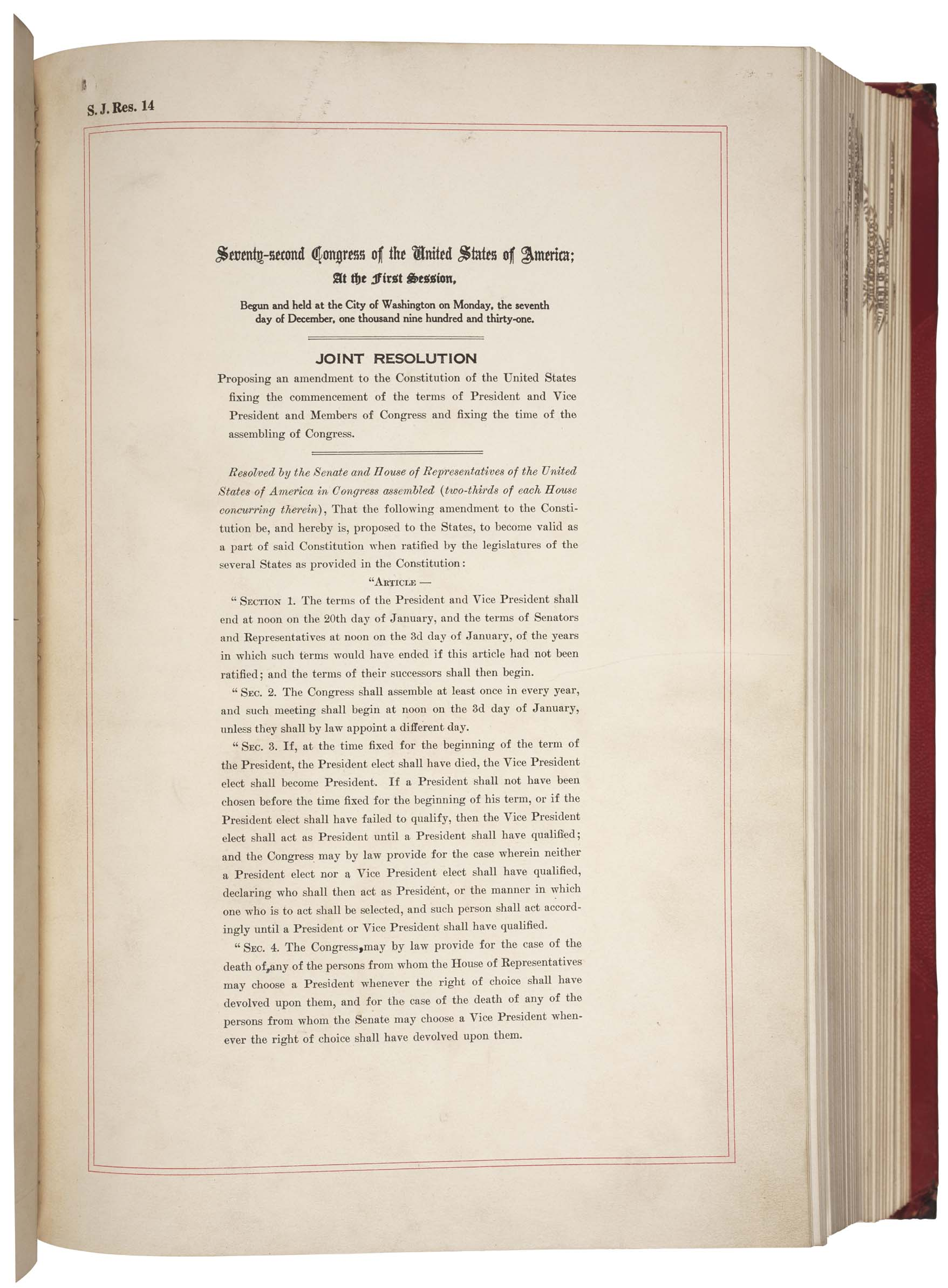
Auszug aus dem Antrag für einen 20. Zusatzartikel zur Verfassung der Vereinigten Staaten aus dem Jahr 1931

Durch die Erwähnung in der Verfassung (20. Zusatzartikel zur Verfassung der Vereinigten Staaten) erhält die Institution des President-elect Verfassungsrang, ohne strenggenommen ein wirkliches Amt mit einer zugewiesenen Funktion und formellen Machtbefugnissen zu sein. Während andere Verfassungsartikel die Wahl und deren Lauf an sich regeln, wird im 20. Verfassungszusatz festgelegt, was passiert, wenn der President-elect stirbt oder bis zum Wahltag kein ordnungsgemäß gewählter Kandidat existiert.
In diesem Sinne ist also nur President-elect, wer ordnungsgemäß gewählt wurde, d. h. als Sieger im Wahlmännergremium hervorgeht oder bei fehlender Mehrheit später vom Repräsentantenhaus gewählt wurde.

### Nachfolgeregelungen
Stirbt ein President-elect vor Amtsantritt, wird automatisch der gewählte neue Vizepräsident (Vice President-elect) am Tag des Amtszeitendes des scheidenden Präsidenten zum neuen Präsidenten. Steht ein solcher auch nicht zur Verfügung, darf der Kongress per Gesetz ein Verfahren zur Bestimmung eines kommissarischen Präsidenten bestimmen, der die Amtsgeschäfte übernimmt. Das ist durch den Presidential Succession Act, zuletzt neu verabschiedet im Jahr 1947, geschehen. Dieser legt die Nachfolge des Präsidenten auch für andere Fälle fest, z. B. wenn sowohl Präsident als auch Vizepräsident nicht mehr ihre Aufgaben wahrnehmen können. Nach der aktuellen Regelung ist der Sprecher des Repräsentantenhauses der Vereinigten Staaten dann kommissarisch Präsident.
Stirbt ein Kandidat nach seinem Wahlsieg am nationalen Wahltag und vor seiner Wahl durch die Wahlmänner, so könnte das Wahlmännerkollegium nach eigenem Ermessen einen anderen Nachfolger bestimmen. Wahrscheinlicher ist aber die Wahl eines Nachfolgers, der von der Partei des verstorbenen Wahlsiegers vorgeschlagen wird. Die großen Parteien der USA haben sich für einen solchen Fall Regelungen zum Vorgehen der Bestimmung eines neuen Präsidentschaftskandidaten gegeben. Ein solcher Fall ist bislang aber noch nie eingetreten. Mit Horace Greeley ist 1872 nur ein unterlegener Präsidentschaftskandidat vor der Abgabe der Wahlmännerstimmen gestorben.

### Formelle Zuweisung des StatusPresident-elect
Verschiedene Rechtsgutachten des Kongresses haben sich mit der Frage des genauen Zeitpunktes der Wahl des President-elect auseinandergesetzt. Sie legen nahe, dass derjenige Kandidat unmittelbar zum President-elect wird, der die absolute Mehrheit der Wahlmännerstimmen erhält, bzw. derjenige, der im Repräsentantenhaus gewählt wird. Die Wahl erfolgt also demnach in der Regel bereits am Tag des Zusammentritts des Wahlmännerkollegiums, den Gutachten zufolge also bereits vor Verkündigung und Annahme der Wahl.
Das Wahlmännerkollegium tritt rund sechs Wochen nach dem nationalen Wahltag zusammen. Die Stimmzettel dieser eigentlichen Präsidentenwahl werden aber erst Anfang Januar in einer gemeinsamen Sitzung des Repräsentantenhauses und des Senats ausgezählt und das Ergebnis festgestellt. Strenggenommen wird also erst Anfang Januar ein Kandidat gemäß dem 20. Zusatzartikel zur Verfassung der Vereinigten Staaten als President-elect verkündet. Der President-elect wird unabhängig von seiner Vereidigung mit Ablauf der Amtszeit des scheidenden Präsidenten zum Präsidenten der Vereinigten Staaten. Ergibt sich im Wahlmännerkollegium keine absolute Mehrheit für einen Kandidaten, so bestimmt das Repräsentantenhaus den nächsten Präsidenten in einer Wahl. Der gewählte Kandidat ist unmittelbar nach Abschluss der Wahl der President-elect. Gelingt auch das nicht sofort, wird der Vice-President-elect am Vereidigungstag Vizepräsident und kommissarischer Präsident, bis ein Präsident gewählt werden kann. Sollte dieser wegen fehlender Mehrheit im Wahlmännerkollegium auch nicht bestimmt werden können, so wählt der Senat den Vizepräsidenten. Schlägt das ebenfalls fehl, so kommt die weitere Nachfolgeregelung zur Bestimmung eines kommissarischen Präsidenten zum Einsatz, bis die Wahlen regulär abgeschlossen werden können.

### Abweichende Wahlmännerstimmen
Kein Verfassungsartikel oder nationales Gesetz bindet die Wahlmänner an das Wahlergebnis vom November. Die Wahlmänner sind frei in ihrer Wahl. Manche Staaten haben jedoch Gesetze verabschiedet, um zu verhindern, dass die Wahlmänner entgegen dem Wählerwillen in ihrem Staat abstimmen (sogenannte faithless electors, d. h. „treulose Wahlmänner“). In der Tat haben die Wahlmänner in der Geschichte der USA nur selten eine nicht erwartungsgemäße Stimme abgegeben. Dass mehr als ein Wahlmann eine abweichende Stimme abgab, geschah zuletzt bei der Wahl 2016. Das waren auch die meisten Abweichler mit Ausnahme des Sonderfalls der Wahl 1872, als der unterlegene demokratische Kandidat Horace Greeley vor dem Zusammentritt des Wahlmännergremiums starb. Drei seiner 66 Wahlmänner stimmten für ihn, aber diese Stimmen mussten für ungültig erklärt werden. Die übrigen 63 Wahlmänner verteilten ihre Stimmen auf andere Personen.

## Weitere gesetzliche Regelungen
Mehrere Gesetze regeln die besondere Stellung des President-elect. Ihre Intention ist meist die Ermöglichung einer reibungslosen Amtsübernahme vom scheidenden Präsidenten insbesondere in Fragen der nationalen Sicherheit.
Da der zukünftige Präsident schon im November faktisch feststeht, wurde das Gesetz The Presidential Transition Act  (deutsch: Gesetz über die Amtsübergabe des Präsidenten) im Jahr 1963 verabschiedet. Um eine reibungslose Amtsübergabe zu ermöglichen, weist es dem „offensichtlichen“ Gewinner der Präsidentschaftswahl ein Budget, Arbeitsräume und weitere Privilegien zu. Erklärt wird der offensichtliche Gewinner frühestmöglich durch den Vorsitzenden der General Services Administration. Es ist unter anderem üblich, dass der angehende Präsident Geheimdienstberichte zur Sicherheitslage und Personenschutz erhält. Der offensichtliche Gewinner wird in dem Gesetz bereits als President-elect betitelt.